# Рекреациони паркови Зимбабвеа
Рекреациони паркови су део система заштите природе у Зимбабвеу заједно са Националним парковима и Сафари подручјима. Рекреациони паркови имају најнижи ниво заштите и дозвољено је више активности као и изградња објеката за рекреацију. 
Основне особине 13 рекреационих паркова
| Рекреациони парк | Површина (ha) | Основна употреба                                     |
| Кариба           | 283 000       | Посматрање дивљачи, водени спортови                  |
| Чиверо           | 6 180         | Водени спортови                                      |
| Чинои            | 120           | Подземне пећине                                      |
| Бангала          | 2 700         | Водени спортови                                      |
| Чириса           | 171 300       | Спортски лов, Интензивно истраживање дивљих животиња |
| Данде            | 52 300        | Спортски лов                                         |
| Дека             | 51 000        | Спортски лов, пешачење кроз дивљину                  |
| Дома             | 94 500        | Спортски лов                                         |
| Хартлеј          | 44 500        | Спортски лов                                         |
| Малапати         | 15 400        | Посматрање дивљачи                                   |
| Матетси          | 295 500       | Спортски лов                                         |
| Сапи             | 118 000       | Спортски лов, комерцијални фото-сафари               |
| Сибилобило       | 2 270         | Спортски лов                                         |
| Тули             | 41 600        | Спортски лов, посматрање дивљачи                     |
| Умфурудзи        | 76 000        | комерцијални фото-сафари                             |
| Урунгве          | 289 400       | Спортски лов, комерцијални фото-сафари               |